# John Deere 2036R
John Deere 2036R – kompaktowy ciągnik komunalny wszechstronnego zastosowania, produkcji przedsiębiorstwa John Deere.

## Parametry techniczne
Ciągnik jest wyposażony w trzycylindrowy silnik Diesla dwuzakresową przekładnię hydrostatyczną, układ kierowniczy ze wspomaganiem i napęd AWD. Pojazd wyposażony jest w zmodernizowany układ unoszenia agregatu koszącego CommandCut. Moc silnika wynosi 26,9 kW (36,6 KM) przy 2500 obrotach na minutę.

## Nagroda
Ciągnik zdobył Złoty Medal Międzynarodowych Targów Poznańskich na salonie Gardenia w 2018.